# Teodote
Teodote (o Theodote o Theodota; ... – Pavia, ...; fl. VIII secolo) è stata una nobildonna romana, una giovane violata dal re longobardo Cuniperto (688-700).

## Biografia
La vicenda di Teodote è narrata da Paolo Diacono nella sua Historia Langobardorum: secondo lo storico longobardo, Teodote, «puellam ex nobilissimo Romanorum genere ortam» ("fanciulla di nobilissima famiglia romana", cioè bizantina, probabilmente ravennate), fu notata dalla moglie di Cuniperto, la regina Ermelinda, ai bagni di Pavia. Si trattava delle terme volute dal vescovo Damiano e che attestavano lo stile di vita "alla bizantina" della capitale del regno longobardo a fine VII secolo.
La bellezza di Teodote, elegante e ornata da lunghissimi capelli biondi, fu segnalata a Cuniperto dalla stessa regina. Il sovrano, che pure non aveva lasciato intendere di essere interessato alla fanciulla, organizzò immediatamente una battuta di caccia fuori città e ordinò a Ermelinda di prendervi parte; nottetempo, tuttavia, Cuniperto rientrò segretamente a Pavia, dove si congiunse con Teodote. La natura di questa unione non è chiara; mentre nella sua narrazione Paolo Diacono usa un neutro «cum ea concubit», nell'indice dei capitoli dello stesso libro V scrive, per il capitolo 37: «de stupro Theodotae». In seguito, comunque, Cuniperto collocò Teodote in un monastero pavese «quod de illius nomine appellatum est» ("che prese nome da lei"): si trattava del monastero detto di Santa Maria alla Pusterla o di Santa Maria Teodote.

## Teodote nelle arti

Pluteo di Teodote con grifoni proveniente dall'oratorio di San Michele alla Pusterla, inizio VIII secolo. Pavia, Musei civici.

Di Teodote si è conservata l'epigrafe, sia pure in frammenti, ma la sua memoria è legata soprattutto agli splendidi plutei marmorei. Raffiguranti uno l'albero della vita tra grifoni e l'altro pavoni che bevono da una fonte sormontata dalla croce, sono tra i più alti esempi di scultura longobarda sopravvissuti fino a oggi.

### Fonti primarie
- (LA)  Paolo Diacono, Historia Langobardorum, in  Georg Waitz (a cura di), Monumenta Germaniae Historica, Hannover, 1878,  Scriptores rerum Langobardicarum et Italicarum saec. VI–IX, 12–219. Trad .it:  Paolo Diacono, Storia dei Longobardi, a cura di Lidia Capo, Milano, Lorenzo Valla/Mondadori, 1992, ISBN 88-04-33010-4. Testo disponibile su Wikisource.

### Letteratura storiografica
- Lidia Capo, Commento, in Paolo Diacono, Storia dei Longobardi, Milano, Lorenzo Valla/Mondadori, 1992, ISBN 88-04-33010-4.